# Splendrillia angularia
Splendrillia angularia é uma espécie de gastrópode do gênero Splendrillia, pertencente a família Drilliidae.